# Web Forms 2
Web Forms 2 – specyfikacja ulepszonych formularzy na stronach internetowych. Jest rozwijana przez WHATWG (Web Hypertext Application Technology Working Group) w ramach prac nad HTML 5. Web Forms 2 jest uproszczoną wersją XForms.
Obecnie jest już obsługiwana przez przeglądarkę Opera, a nad jej implementacją w przeglądarce Firefox (a więc w efekcie i w innych przeglądarkach, opartych na silniku Gecko) trwają prace.